# Fjälltåg
Fjälltåg (Juncus arcticus) är en växtart i familjen tågväxter. 
Fjälltåg delas bland annat upp i underarterna:
- J. a. arcticus, nominatformen
- J. a. intermedius, mellantåg
- J. a. balticus, östersjötåg